# ناحیه چیپوا (شهرستان چیپوا، میشیگان)
ناحیه چیپوا (به انگلیسی: Chippewa Township) یک منطقهٔ مسکونی در ایالات متحده آمریکا است که در شهرستان چیپوا، میشیگان واقع شده است. ناحیه چیپوا ۲۴۷٫۲ کیلومتر مربع مساحت و ۲۱۳ نفر جمعیت دارد و ۲۵۳ متر بالاتر از سطح دریا واقع شده است.